# فرانسوا-زافير روث
فرانسوا-زافير روث (بالفرنسية: François-Xavier Roth)‏ هو موزع فرنسي، ولد في 6 نوفمبر 1971 في نويي-سور-سين في فرنسا.

## وصلات خارجية
- الموقع الرسمي
- فرانسوا-زافير روث على موقع مونزينجر (الألمانية)
- فرانسوا-زافير روث على موقع ميوزك برينز (الإنجليزية)
- فرانسوا-زافير روث على موقع أول ميوزيك (الإنجليزية)
- فرانسوا-زافير روث على موقع ديسكوغز (الإنجليزية)